# Mont Émile Baudot
Le mont Émile Baudot est un relief sous-marin situé au sud des îles Baléares en mer Méditerranée.
Il est nommé en hommage à l'ingénieur français Émile Baudot.

## Géographie
Le mont Émile Baudot est situé au sud-ouest de l'île de Majorque. Il est constitué d'un relief d'une longueur de 10 km et de 3 km de large, couvrant une aire de 98 km2 orientée nord-est-sud-ouest. Sa base est située à une profondeur de 702 m et son sommet à une profondeur de 80 m.

## Géologie
Le mont Émile Baudot est le résultat de l'activité volcanique présente dans cette région à l'époque du pléistocène.